# Манкієв Назир Юнузович
Назир Юнузович Манкієв  (рос. Назир Юнузович Манкиев, 27 січня 1985) — російський борець греко-римського стилю, олімпійський чемпіон, призер чемпіонату світу і Європи, переможець Кубку світу. Брат призера чемпіонатів світу і Європи Бекхана Манкієва, що виступає в тій же ваговій категорії.

## Спортивні результати на міжнародних змаганнях

### Виступи на Олімпіадах
| Змагання                                   | Збірна | Вагова категорія                 | Місце  |
| ------------------------------------------ | ------ | -------------------------------- | ------ |
| Боротьба на літніх Олімпійських іграх 2008 | Росія  | греко-римська боротьба, до 55 кг | Золото |

### Виступи на Чемпіонатах світу
| Змагання                        | Збірна | Вагова категорія                 | Місце  |
| ------------------------------- | ------ | -------------------------------- | ------ |
| Чемпіонат світу з боротьби 2007 | Росія  | греко-римська боротьба, до 55 кг | Бронза |
| Чемпіонат світу з боротьби 2010 | Росія  | греко-римська боротьба, до 55 кг | Бронза |

### Виступи на Чемпіонатах Європи
| Змагання                         | Збірна | Вагова категорія                 | Місце  |
| -------------------------------- | ------ | -------------------------------- | ------ |
| Чемпіонат Європи з боротьби 2006 | Росія  | греко-римська боротьба, до 55 кг | 12     |
| Чемпіонат Європи з боротьби 2008 | Росія  | греко-римська боротьба, до 55 кг | 7      |
| Чемпіонат Європи з боротьби 2010 | Росія  | греко-римська боротьба, до 55 кг | Срібло |

### Виступи на Кубках світу
| Змагання                    | Збірна | Вагова категорія                 | Місце  |
| --------------------------- | ------ | -------------------------------- | ------ |
| Кубок світу з боротьби 2008 | Росія  | греко-римська боротьба, до 55 кг | Золото |
| Кубок світу з боротьби 2010 | Росія  | греко-римська боротьба, до 55 кг | 6      |
| Кубок світу з боротьби 2011 | Росія  | греко-римська боротьба, до 55 кг | 8      |
| Кубок світу з боротьби 2012 | Росія  | греко-римська боротьба, до 55 кг | 12     |

### Виступи на інших змаганнях
| Змагання                                    | Збірна | Вагова категорія                 | Місце  |
| ------------------------------------------- | ------ | -------------------------------- | ------ |
| Всесвітні ігри військовослужбовців 2007     | Росія  | греко-римська боротьба, до 55 кг | Бронза |
| Турнір Івана Піддубного 2008                | Росія  | греко-римська боротьба, до 55 кг | Золото |
| Турнір Івана Піддубного 2010                | Росія  | греко-римська боротьба, до 55 кг | Золото |
| Турнір Івана Піддубного 2011                | Росія  | греко-римська боротьба, до 55 кг | Золото |
| Кубок Хапаранди з боротьби 2011             | Росія  | греко-римська боротьба, до 55 кг | Золото |
| Турнір Івана Піддубного 2012                | Росія  | греко-римська боротьба, до 55 кг | 5      |
| Тор Мастерс 2012                            | Росія  | греко-римська боротьба, до 55 кг | Золото |
| Золотий Гран-прі з боротьби 2012 (Баку)     | Росія  | греко-римська боротьба, до 60 кг | 17     |
| Кубок Президента Казахстану з боротьби 2012 | Росія  | греко-римська боротьба, до 60 кг | 10     |
| Турнір Івана Піддубного 2013                | Росія  | греко-римська боротьба, до 60 кг | Бронза |
| Турнір Івана Піддубного 2014                | Росія  | греко-римська боротьба, до 59 кг | 28     |
| Турнір Івана Піддубного 2016                | Росія  | греко-римська боротьба, до 59 кг | 5      |
| Чемпіонат Росії з боротьби 2016             | Росія  | греко-римська боротьба, до 59 кг | 5      |